# روش نیومارک بتا
روش نیومارک بتا Newmark-Beta Method یک روش یکپارچه سازی عددی است که برای حل معادلات دیفرانسیل معین استفاده می‌شود. به‌طور گسترده‌ای در ارزیابی عددی پاسخ دینامیکی سازه‌ها و جامدات از جمله در تحلیل اجزای محدود برای مدل‌سازی سیستم‌های دینامیکی استفاده می‌شود. این روش از نام Nathan M. Newmark، استاد سابق مهندسی عمران در دانشگاه ایلینویز در Illinois at Urbana-Champaign، که آن را در سال ۱۹۵۹ برای استفاده در دینامیک سازه توسعه داد، نامگذاری شده است. معادله ساختاری نیمه گسسته یک سیستم معادلات دیفرانسیل معمولی مرتبه دوم:
{\displaystyle M{\ddot {u}}+C{\dot {u}}+f^{int}=f^{ext}}
که {\displaystyle M} ماتریس جرم است، {\displaystyle C} ماتریس میرایی است، {\displaystyle f^{int}} و {\displaystyle f^{ext}} به ترتیب نیروی داخلی بر واحد جابجایی و نیروهای خارجی هستند.
با استفاده از قضیه مقدار میانگین توسعه یافته روش نیومارک بتا Newmark-{\displaystyle \beta } بیان می‌کند که اولین مشتق زمانی (سرعت در معادله حرکت را می‌توان به صورت زیر حل کرد:
{\displaystyle {\dot {u}}_{n+1}={\dot {u}}_{n}+\mathrm {\Delta t} {\ddot {u}}_{\gamma }}
{\displaystyle {\ddot {u}}_{\gamma }=(1-\gamma ){\ddot {u}}_{n}+\gamma {\ddot {u}}_{n+1}\ \ \ \ \ \ \ 0\leq \gamma \leq 1}
{\displaystyle {\dot {u}}_{n+1}={\dot {u}}_{n}+(1-\gamma )\mathrm {\Delta t} {\ddot {u}}_{n}+\gamma \Delta t{\ddot {u}}_{n+1}}
از آنجا که شتاب نیز با زمان تغییر می‌کند، با این حال، قضیه مقدار میانگین توسعه یافته نیز باید به مشتق زمان دوم گسترش یابد تا جابجایی صحیح به دست اید. بدین ترتیب،
{\displaystyle u_{n+1}=u_{n}+\mathrm {\Delta t} {\dot {u}}_{n}+{\frac {1}{2}}\mathrm {\Delta } t^{2}{\ddot {u}}_{\beta }}
{\displaystyle {\ddot {u}}_{\beta }=\left(1-2\beta \right){\ddot {u}}_{n}+2\beta {\ddot {u}}_{n+1}\ \ \ \ \ \ \ \ 0\leq 2\beta \leq 1}
معادله ساختاری گسسته تبدیل می‌شود.
{\displaystyle {\dot {u}}_{n+1}={\dot {u}}_{n}+\left(1-\gamma \right)\mathrm {\Delta t} {\ddot {u}}_{n}+\gamma \Delta t{\ddot {u}}_{n+1}}
{\displaystyle u_{n+1}=u_{n}+\mathrm {\Delta t} {\dot {u}}_{n}+{\frac {\mathrm {\Delta } t^{2}}{2}}((1-2\beta ){\ddot {u}}_{n}+2\beta {\ddot {u}}_{n+1})}
{\displaystyle M{\ddot {u}}_{n+1}+C{\dot {u}}_{n+1}+f^{int}(u_{n+1})=f_{n+1}^{ext}}
طرح تفاوت مرکزی صریح Explicit central difference scheme با تنظیم {\displaystyle \gamma =0.5} و {\displaystyle \beta =0} به‌دست می‌آید.
میانگین شتاب ثابت (قانون نقطه میانی) با تنظیم {\displaystyle \gamma =0.25} و {\displaystyle \beta =0.25} به‌دست می‌آید.

## تجزیه و تحلیل پایداری
یک طرح ادغام زمانی پایدار است اگر یک مرحله زمانی ادغام وجود داشته باشد {\displaystyle \mathrm {\Delta } t_{0}>0} به طوری که برای هر {\displaystyle \mathrm {\Delta t} \in (0,\mathrm {\Delta } t_{0}]}، یک تغییر محدود از بردار حالت {\displaystyle q_{n}} در زمان {\displaystyle t_{n}} فقط یک تغییر غیر فزاینده بردار حالت {\displaystyle q_{n+1}} را در زمان بعدی {\displaystyle t_{n+1}} محاسبه می‌کند. طرح ادغام زمان را فرض کنید:
{\displaystyle q_{n+1}=A(\mathrm {\Delta t} )q_{n}+g_{n+1}(\mathrm {\Delta t} )}
پایداری خطی معادل است با {\displaystyle \rho (A(\mathrm {\Delta t} ))\leq 1}، اینجا {\displaystyle \rho (A(\mathrm {\Delta t} ))} شعاع طیفی ماتریس بروزرسانی {\displaystyle A(\mathrm {\Delta t} )} است.
برای معادله ساختاری خطی
{\displaystyle M{\ddot {u}}+C{\dot {u}}+Ku=f^{ext}}
اینجا {\displaystyle K} ماتریس سفتی است. {\displaystyle q_{n}=[{\dot {u}}_{n},u_{n}]} در نظر بگیرید، {\displaystyle A=H_{1}^{-1}H_{0}} ماتریس بروزرسانی است، و
{\displaystyle H_{1}=\left[{\begin{matrix}M+\gamma \Delta tC&\gamma \Delta tK\\\beta \Delta t^{2}C&M+\beta \Delta t^{2}K\\\end{matrix}}\right]\ \ \ \ \ \ \ \ \ \ \ H_{0}=\left[{\begin{matrix}M-(1-\gamma )\mathrm {\Delta tC} &-(1-\gamma )\mathrm {\Delta tK} \\-({\frac {1}{2}}-\beta )\mathrm {\Delta } t^{2}C+\mathrm {\Delta tM} &M-({\frac {1}{2}}-\beta )\mathrm {\Delta } t^{2}K\\\end{matrix}}\right]}
برای حالت بدون میرایی {\displaystyle C=0}، ماتریس بروزرسانی را می‌توان با معرفی حالت‌های خاص {\displaystyle u=e^{i\omega _{i}t}x_{i}} سیستم ساختاری جدا کرد، که با مسئله مقدار ویژه تعمیم یافته حل می‌شوند.
{\displaystyle \omega ^{2}Mx=Kx}
برای هر حالت ویژه، ماتریس بروزرسانی تبدیل می‌شود
{\displaystyle H_{1}=\left[{\begin{matrix}1&\gamma \Delta t\omega _{i}^{2}\\0&1+\beta \Delta t^{2}\omega _{i}^{2}\\\end{matrix}}\right]\ \ \ \ \ \ \ \ \ \ \ H_{0}=\left[{\begin{matrix}1&-(1-\gamma )\mathrm {\Delta t} \omega _{i}^{2}\\\mathrm {\Delta t} &1-({\frac {1}{2}}-\beta )\mathrm {\Delta } t^{2}\omega _{i}^{2}\\\end{matrix}}\right]}
معادله مشخصه ماتریس بروزرسانی:
{\displaystyle \lambda ^{2}-(2-(\gamma +{\frac {1}{2}})n_{i}^{2})\lambda +1-(\lambda -{\frac {1}{2}})n_{i}^{2}=0\ \ \ \ \ \ \ \ \ \ \ \ n_{i}^{2}={\frac {\omega _{i}^{2}\mathrm {\Delta } t^{2}}{1+\beta \omega _{i}^{2}\mathrm {\Delta } t^{2}}}}
در مورد پایداری، ما داریم
طرح تفاوت مرکزی صریح Explicit central difference scheme ({\displaystyle \beta =0} , {\displaystyle \gamma =0.5}) زمانی که {\displaystyle \omega \Delta t\leq 2} پایدار است.
میانگین شتاب ثابت (قانون نقطه میانی) ({\displaystyle \gamma =0.5} و {\displaystyle \beta =0.25}) بدون قید و شرط پایدار است.